# Золотник (единица измерения)
Золотни́к — единица измерения массы русской системы мер.
Один золотник равен 96 долям, 1/3 лота, 4,266 грамма.

## История
Название «золотник», вероятно, происходит от золотой монеты золотник, имевшей хождение в Киевской Руси и позднее. Золотник («златник») представлял собой маленькую золотую монету. 
Первоначально это слово означало золотую монету, и именно в этом значении встречается оно в договоре 911 г. Киевского Князя Олега с Византией. В чисто метрологическом смысле золотник употребляется лишь в договоре, заключённом в 1229 году смоленским князем Мстиславом с Ригой и Готландом. 
В золотниках измеряли количество чистого серебра или золота в монетах (так называемая золотниковая система проб).
В СССР золотниковая система использовалась до 1927 года.
Понятие «золотник» использовалось также для обозначения чистоты золота. Если, например, в золотой монете весом в 1 золотник (равен 96 долям) была 21 доля примесей от веса золотосодержащего сплава, а золота — 75 долей, то эту монету считали изготовленной из золота 75-й пробы, или из «75-золотникового золота».

## Соотношение с другими единицами
- 1 пуд = 40 фунтов
- 1 фунт = 32 лота = 96 золотников
- 1 лот = 3 золотника

С 1899 года, в соответствии с «Положением о мерах и весах 1899 года», 1 фунт = 0,4095124 кг, следовательно, 1 золотник = 1/96 фунта ≈ 4,26575417 г.

## Пословицы и поговорки
- Болезнь входит пуда́ми, а выходит золотника́ми.
- Мал золотни́к, да до́рог. — появление выражения связано с выпуском золотых монет в ходе денежной реформы Петра I весом в золотник[3]
- Мал золотник, да увесист.
- Свой золотник чужого пуда дороже.
- Слава приходит золотниками, а уходит пудами.
- Мал золотник, да золото весит; велик верблюд, да воду возит.